# Henrik "Kex" Andersson
Erik Henrik "Kex" Andersson, född 11 juni 1971 i Gullbrandstorp i Halmstads kommun, är en svensk tidigare handbollsspelare (mittnia).

## Karriär
Henrik Andersson har Halmstadsklubben HK Drott som moderklubb. Han spelade i HK Drotts seniorlag i 13 säsonger och gjorde 1 315 mål i Allsvenskan/Elitserien. Han ligger på fjärde plats i HK Drotts historia med den noteringen. Han var delad skytteligavinnare (med Martin Boquist) i Elitserien säsongen 1999/2000med 180 gjorda mål på 30 matcher. Henrik Anderson slutade med handbollen 2005. Han gjorde en kort comeback 2005 och hjälpte Drott besegrad Hammarby IF. Främsta framgångarna i klubblaget var tre SM-guld. Han spelade även för HK Drott i de europeiska cuperna. Hans bästa resultat var en semifinal i Cupvinnarcupen 2004 och en final i Citycupen 1994. Proffskarriären i tyska klubben TSV Bayer Dormagen blev fylld av bekymmer när Bayer AG strulade som sponsor. 2003 återvände Henrik Andersson till moderklubben och avslutade karriären.

## Landslagskarriär
Henrik Andersson spelade 53 landskamper från 1994 till 2002. Han var även med och vann guld i VM 1999 i Egypten. Det var den enda mästerskapsturnering som Andersson spelade. Det är därför han bara har 53 landskamper på meritlistan och inte är stor grabb.

## Meriter
- VM-guld 1999 med Sveriges herrlandslag i handboll
- 3 SM-guld med HK Drott 1990[9] 1994[10] och 1999[11]